# Benoît Prosper Sibuet
Pour les articles homonymes, voir Sibuet.
Benoît Prosper Sibuet, né le 6 juin 1773 à Belley dans l'Ain et mort le 29 août 1813 à Lwówek Śląski, en Basse-Silésie, est un général français de la Révolution et de l’Empire.

## Sa vie
Benoît Prosper, après des études aux Joséphistes de Belley pour devenir prêtre, rejoint les rangs de la Révolution en partant comme volontaire au 2e bataillon de volontaires de l'Ain le 1er décembre 1791. Affecté à l’armée du Rhin le 14 décembre, il passe sergent le 1er juin 1792, sur le champ de bataille de Limbourg, puis il est promu sous-lieutenant le 1er août 1792, et participe au siège de Mayence du 19 au 21 octobre. Le 1er septembre 1793, il passe à l'armée des Pyrénées orientales où il est affecté à l'état-major comme lieutenant adjoint. À Peyrestortes le 17 septembre 1793, son cheval est tué sous lui. Dès le 9 janvier 1794, Sibuet, toujours officier d’état-major, prend place au sein de l’état-major du général Despinoy à l’avant-garde de la 5e division. Blessé lors de l’assaut de Puycerda par les Espagnols le 26 juillet 1795, il reçoit un sabre d’honneur. Il est ensuite incorporé comme lieutenant au 16e régiment de cavalerie.
À la suite de ses blessures, il est détaché à l’école de cavalerie de Versailles comme instructeur durant 18 mois. À ce poste, le général Masséna le remarque et le prend comme aide de camp à l’armée d'Helvétie le 17 décembre 1799. Sibuet est blessé au talon gauche lors du blocus de Gênes, qui a lieu du 20 avril au 4 juin 1800. Il est fait capitaine par Masséna le 1er juin 1800, est confirmé dans ce grade par arrêté des consuls le 26 octobre 1800, et reçoit alors deux pistolets d’honneur. Fait chevalier de la Légion d'honneur le 17 janvier 1805, il devient chef d’escadron le 22 février suivant et toujours avec Masséna, se bat à Caldiero le 30 octobre et à Campo Pietro le 23 novembre. Masséna lui fait cadeau en 1805 d'un magnifique fusil de chasse ornementé.
Il participe à la prise de Naples en mars 1806, puis intègre la Grande Armée au sein de laquelle il fait la campagne de Pologne de 1807. Il est nommé major, le 10 novembre 1807, au 119e régiment d'infanterie de ligne et doit quitter Masséna le 28 octobre 1808 pour rejoindre son régiment à Bayonne. Le 7 mars 1809, il est promu commandant, et est affecté à l'armée de Brabant sous la direction de Bernadotte. Le 17 juillet 1809, il épouse Geneviève Angélique Morand, la fille du général Joseph Morand et devient ainsi le beau-frère du général Montbrun.
Le 13 avril 1810, il rejoint le 96e régiment de ligne et est créé chevalier de l'Empire le 30 octobre 1810. Il reçoit son bracet de colonel au 147e régiment de ligne le 16 janvier 1813. Il participe à la bataille de Bautzen les 20 et 21 mai 1813. Lors de la poursuite des troupes russes et prussiennes, il est blessé à la cuisse le 24 mai, sur le bord de la Katzbach. 
Il est fait officier de la Légion d'honneur le 18 juin 1813, et il est promu général de brigade le 23 août 1813. Il devient chef de la 2e brigade de la 17e division du 5e corps de la Grande Armée dirigé par Macdonald. Sibuet rencontre le 23 août les troupes de Blücher à Goldberg, qui se replient sur Jawor et la Katzbach. Le 26 août, les troupes russes du général Langeron renforcées par celles du général prussien Blücher affrontent les troupes françaises du maréchal Étienne Macdonald lors de la bataille de la Katzbach. Sibuet est battu à Plagwitz (actuellement Polakowice), sur la rive opposée à Loewenberg.
Il meurt noyé dans la Bóbr en crue le 29 août 1813 en essayant de sauver l’aigle du 147e régiment d’infanterie de ligne, après avoir fait jeter les aigles de ses régiments à l'eau, brisé son épée et s'être précipité à cheval dans le torrent de la Bóbr où il expire sous les balles ennemies. Son corps n'a pas été retrouvé.

## Hommages
- Sibuet fait partie des 660 personnalités à avoir son nom gravé sous l'Arc de triomphe de l'Étoile. Il apparaît sur la 30e colonne (l’Arc indique SIBUET). (mai 1867)
- La ville de Paris lui rend hommage en 1868, en nommant la rue Sibuet dans le 12e arrondissement.
- L'ancienne caserne de Belley, qui abrita notamment le 133e régiment d'infanterie, portait le nom du général Sibuet.
- Brillat-Savarin dans sa Physiologie du goût raconte cette anecdote à propos de Sibuet :

« Lorsqu’il entra un soir dans la cuisine de Genin, aubergiste chez lequel les anciens de Belley avaient coutume de s’assembler pour manger des marrons et boire du vin blanc nouveau qu’on appelle vin bourru. On venait de tirer de la broche un magnifique dindon, beau, bien fait, doré, cuit à point, et dont le fumet aurait tenté un saint. Les anciens, qui n’avaient plus faim, n’y firent pas beaucoup attention ; mais les puissances digestives du jeune Prosper en furent ébranlées ; l’eau lui en vint à la bouche, et il s’écria : Je ne fais que sortir de table, je n’en gage pas moins que je mangerai ce gros dindon à moi tout seul. Si vous le mangez, je vous le paie ; mais si vous restez en route, c’est vous qui paierez, et moi qui mangerai le reste, répondit Bouvier du Bouchet, gros fermier qui se trouvait présent. L’exécution commença immédiatement. Le jeune athlète détacha proprement une aile, l’aval en deux bouchées, après quoi il se nettoya les dents en grugeant le cou de la volaille, et but un verre de vin pour servir d’entre acte. Bientôt il attaqua la cuisse, la mangea avec le même sang-froid, et dépêcha un second verre de vin pour préparer les voies au passage du surplus. Aussitôt la seconde aile suivit la même route : elle disparut, et l’officiant, toujours plus animé, saisissant déjà le dernier membre, quand le malheureux fermier s’écria d’une voix dolente : Hélas ! je vois bien que c’en est fini ; mais Monsieur Sibuet, puisque je dois le payer, laissez-m’en au moins un morceau. Prosper était aussi bon garçon qu’il fut depuis bon militaire ; il consentit à la demande de son anti-partenaire, qui eut, pour sa part, la carcasse. »